# Абель, Леонид Александрович
Леонид Александрович Абель (Leonids Abels) — советский партийный деятель. Член КПСС с 1966 года.
Родился в 1938 году в Смоленске.
Окончил Ленинградский сельскохозяйственный институт (1960) и Высшую партийную школу при ЦК КПСС.
- 1960—1961 главный инженер совхоза «Дзирниеки» Елгавского района,
- 1961—1973 — в аппарате Министерства сельского хозяйства Латвийской ССР.
- 1973—1976 инструктор, инспектор ЦК Компартии Латвии, заместитель министра сельского хозяйства Латвийской ССР.
- 1976—1985 первый секретарь Рижского райкома партии.
- с 1985 года — заведующий отделом сельского хозяйства и пищевой промышленности ЦК Компартии Латвии.

Член ЦК Компартии Латвии. Депутат Верховного Совета Латвийской ССР 10 и 11 созывов.